# Sajdenik, Kiustendil
Sajdenik (în bulgară Сажденик) este un sat în comuna Kiustendil, regiunea Kiustendil,  Bulgaria. 

## Demografie
Componența etnică a satului Sajdenik
     Nicio identificare (100%)
     Altele (0%)
La recensământul din 2011, populația satului Sajdenik era de 2 locuitori. . Pentru 100% din locuitori nu este cunoscută apartenența etnică.